# Aram Yerganian
Aram Yerganian (en arménien : Արամ Երկանեան), né le 20 mai 1900 à Erzurum (Empire ottoman) et mort le 2 août 1934 à Córdoba en Argentine, est un révolutionnaire arménien connu pour avoir assassiné Behaeddine Chakir et Fatali Khan Khoyski en représailles de leurs rôles respectifs dans le génocide arménien et le massacre des Arméniens à Bakou. Il est considéré par les Arméniens comme un héros national.

## Biographie
Aram Yerganian est né à Erzurum le 20 mai 1900. Il est le troisième enfant de Sarkis Yerganian et Mariam Soghoyan-Yerganian. Il a été scolarisé dans une école locale à Erzurum.

### Engagement dans la FRA
Yerganian, qui a été témoin du génocide arménien, a cherché refuge dans le Caucase. En 1917, il s'est enrôlé dans les détachements de volontaires arméniens et a combattu sous les ordres du général Dro à la bataille de Bach Abaran. Après la victoire sur les forces ottomanes et la création de la République démocratique d'Arménie en 1918, Yerganian s'est engagé dans l'organe exécutif de la Fédération révolutionnaire arménienne qui a contribué à la mise en place de l'opération Némésis, une opération secrète visant à assassiner tous les principaux organisateurs des massacres contre les Arméniens à la fois en Azerbaïdjan (lors des Journées de septembre) et dans l'Empire ottoman,.

### Opération Némésis
Après la soviétisation de l'Arménie, Yerganian s'est rendu à Tbilissi où lui et Missak Guiragossian ont été chargés d'assassiner l'ancien Premier ministre de la République démocratique d'Azerbaïdjan Fatali Khan Khoyski et le chef du parti Müsavat Khan Mahmadov. Le 19 juin 1920, ils se rencontrent sur la place Erevan à Tbilissi alors qu'ils attendent un signal de leurs complices. Lorsque Khoyski et Mahmadov sont à 100-150 mètres, ils ouvrent immédiatement le feu sur eux. Khoyski est tué sur le coup, mais Mahmadov, seulement blessé, réussit à s'échapper.
Après sa mission à Tbilissi, Yerganian est allé à Constantinople, pour recruter plus de volontaires pour l'opération suivante.
Yerganian et Archavir Chiragian ont ensuite eu la tâche d'assassiner à la fois Djemal Azmi et Behaeddine Chakir qui étaient à Berlin. Le 17 avril 1922, Chiragian et Yerganian rencontrent Azmi et Chakir sur la rue Uhlandstrasse alors qu'ils se promènent avec leurs familles. Chiragian réussit seulement à tuer Azmi et blesser Chakir. Yerganian court immédiatement après Chakir et le tue d'une balle dans la tête,.

### Plus tard
Après son action en Allemagne, Yerganian est parti en Autriche, puis à Bucarest où il a vécu jusqu'à ce qu'il s'installe à Buenos Aires en 1927. À Buenos Aires, Yerganian a été éditeur du journal local Arménie. En 1931 il épouse Zabel Paragyan avec qui il a une fille.
Après avoir contracté la tuberculose, Yerganian déménage à Córdoba où il meurt le 2 août 1934 à l'âge de 34 ans. Il est enterré au siège de la Fédération révolutionnaire arménienne locale.

## Hommages et postérité
Il est considéré par les Arméniens comme un héros national.